# Arvid Aronsson
Lars Arvid Joachim Aronsson, född 7 februari 1998 i Oskar Fredriks församling i Göteborg, är en svensk professionell ishockeyspelare som spelar för Esbo Blues i Liiga. Efter att ha börjat spela ishockey för moderklubben Hanhals IF, representerade han Frölunda HC fram till 2016. Under en kort period spelade han sedan för Örebro HK, med vilka han tog ett JSM-brons 2018, innan han anslöt till BIK Karlskoga i Hockeyallsvenskan. Undantagen säsongen 2019/20, då han spelade för HC Vita Hästen, spelade Aronsson för Karlskoga fram till och med säsongen 2022/23. Mellan mars 2023 och februari 2025 spelade han för Linköping HC i SHL, innan han anslöt till den finska klubben Blues i Liiga.

## Karriär

### 2012–2025: Början av karriären
Aronsson påbörjade sin ishockeykarriär i moderklubben Hanhals IF, där han spelade ungdoms- och juniorishockey fram till och med säsongen 2012/13. Till den efterföljande säsongen hade han anslutit till Frölunda HC:s ungdoms- och juniorverksamhet. Säsongen 2015/16 vann Aronsson SM-guld med Frölunda J18. Denna säsong gjorde Aronsson också debut för Frölunda i SHL. Han spelade sin första seniormatch den 26 januari 2016 då han fick 48 sekunders istid mot HV71. Totalt stod han noterad för tre SHL-matcher denna säsong. Utöver detta spelade han också som utlånad under en match för Bäcken HC i Hockeytvåan. 
Säsongen 2016/17 inledde Aronsson med Frölunda J20, innan det meddelades den 21 november 2016 att han lämnat klubben för spel med Örebro J20. Den följande säsongen utsågs Aronsson till lagkapten i Örebros J20-lag. Han inledde säsongen med spel både i J20-serien och med Örebros seniorlag i SHL. I SHL spelade han totalt 14 matcher, där han gick poänglös ur samtliga. Under andra halvan av säsongen spelade Aronsson som utlånad till BIK Karlskoga i Hockeyallsvenskan, där han gjorde debut den 8 december 2017. På 21 matcher för Karlskoga noterades han för fyra assistpoäng. Då laget spelat klart för säsongen återanslöt Aronsson till Örebro, där han tog ett SM-brons med klubbens J20-lag.
Den 10 april 2018 bekräftades det att Aronsson skrivit ett ettårsavtal med BIK Karlskoga. Den 2 november samma år gjorde han sitt första mål i Hockeyallsvenskan, på Arvid Holm, i en 3–4-förlust mot Karlskrona HK. Laget slutade på femte plats i grundserien och på 50 matcher noterades Aronsson för fem poäng, varav ett mål. Laget gick vidare till slutspelsserien där man slutade på tredje plats. Den 24 april 2019 stod det klart att Aronsson lämnat Karlskoga för spel med seriekonkurrenten HC Vita Hästen, som han skrivit ett ettårskontrakt med. Aronsson var den i laget som ådrog sig näst flest utvisningsminuter i grundserien (59). På grund av Covid-19-pandemin beslutade Svenska Ishockeyförbundet den 15 mars 2020 att ställa in allt kvalspel.
Den 24 mars 2020 bekräftades det att Aronsson åter vänt tillbaka till BIK Karlskoga då han skrivit ett tvåårskontrakt med klubben. På 45 grundseriematcher stod Aronsson för sju poäng, varav ett mål. Han var den i laget som ådrog sig näst flest utvisningminuter (78). Laget, som slutade på andra plats i grundserien, slog i kvartsfinalserien ut Västerås IK med 3–1 i matcher, innan man själva slogs ut av IF Björklöven i semifinal med 4–3 i matcher. Säsongen 2021/22 kom att bli Aronssons poängmässigt bästa grundserie i Hockeyallsvenskan dittills. På 47 grundseriematcher stod han för 15 poäng, varav tre mål. Han var också den i ligan tredje mest utvisade spelaren (83 minuter). För andra året i följd tog sig laget till semifinalspel, efter att först ha slagit ut Mora IK med 4–1. I semifinal besegrades man dock av HV71 med 4–0 i matcher. Den 8 mars 2022 meddelades det att Aronsson förlängt sitt avtal med Karlskoga med ytterligare en säsong.
Den 29 mars 2023 bekräftade Linköping HC i SHL att man skrivit ett tvåårskontrakt med Aronsson. Den 26 september samma år noterades han för sitt första SHL-mål, på Lars Johansson, i en 3–2-förlust mot Frölunda HC. Totalt spelade Aronsson 36 grundseriematcher och noterades för ett mål och två assistpoäng. Därefter spelade han sitt första SM-slutspel där Linköping slogs ut i kvartsfinalserien mot Skellefteå AIK med 4–0 i matcher.

### Från 2025: Esbo Blues
Efter att ha fått begränsat med speltid i januari 2025, under sin andra säsong i klubben, bekräftades det den 5 februari att Aronsson i samförstånd med Linköping brutit sitt avtal. Några dagar senare, den 10 februari, bekräftades det att Aronsson anslutit till Esbo Blues i finska Liiga för återstoden av säsongen. Han gjorde debut i Liiga två dagar senare i en 3–0-seger mot Saimaan Pallo. Ytterligare två dagar senare gjorde han sitt första mål i ligan, på Daniel Lebedeff, i en 1–3-seger mot Vasa Sport. Aronsson spelade elva matcher av grundserien där han stod för ett mål och en assistpoäng. Laget slutade på åttonde plats i grundserien och i det följande slutspelet slogs man ut i den första omgången av Tappara med 3–2 i matcher. Den 19 juni 2025 bekräftades det att Aronsson förlängt sitt avtal med Blues med ytterligare en säsong.

## Statistik
| 2015–16                  | Bäcken HC                | Div. 2                   | 1   | 0 | 0  | 0  | 0   | —  | — | — | — | —  |
| 2015–16                  | Frölunda HC              | SHL                      | 3   | 0 | 0  | 0  | 0   | —  | — | — | — | —  |
| 2017–18                  | Örebro HK                | SHL                      | 14  | 0 | 0  | 0  | 8   | —  | — | — | — | —  |
| 2017–18                  | BIK Karlskoga            | HA                       | 21  | 0 | 4  | 4  | 37  | —  | — | — | — | —  |
| 2018–19                  | BIK Karlskoga            | HA                       | 50  | 1 | 4  | 5  | 32  | 5  | 0 | 1 | 1 | 2  |
| 2019–20                  | HC Vita Hästen           | HA                       | 43  | 1 | 8  | 9  | 59  | 1  | 0 | 0 | 0 | 0  |
| 2020–21                  | BIK Karlskoga            | HA                       | 45  | 2 | 5  | 7  | 78  | 11 | 0 | 1 | 1 | 35 |
| 2021–22                  | BIK Karlskoga            | HA                       | 47  | 3 | 12 | 15 | 83  | 9  | 1 | 2 | 3 | 10 |
| 2022–23                  | BIK Karlskoga            | HA                       | 47  | 1 | 8  | 9  | 55  | 4  | 0 | 1 | 1 | 4  |
| 2023–24                  | Linköping HC             | SHL                      | 36  | 1 | 2  | 3  | 12  | 4  | 0 | 0 | 0 | 0  |
| 2024–25                  | Linköping HC             | SHL                      | 32  | 0 | 4  | 4  | 12  | —  | — | — | — | —  |
| 2024–25                  | Esbo Blues               | Liiga                    | 11  | 1 | 1  | 2  | 26  | 5  | 0 | 0 | 0 | 4  |
| Hockeyallsvenskan totalt | Hockeyallsvenskan totalt | Hockeyallsvenskan totalt | 253 | 8 | 41 | 49 | 344 | 30 | 1 | 5 | 6 | 51 |
| SHL totalt               | SHL totalt               | SHL totalt               | 85  | 1 | 6  | 7  | 32  | 4  | 0 | 0 | 0 | 0  |